# Les Gaîtés de la correctionnelle
Cet article concerne le film de Steno. Pour la série télévisée judiciaire, voir Les Gaietés de la correctionnelle.
Pour plus de détails, voir Fiche technique et Distribution.
Les Gaîtés de la correctionnelle (titre original : Un giorno in pretura) est un film de procès italien réalisé par Steno, sorti en 1954.

## Résumé
Le juge Solomon Lo Russo préside la deuxième section du tribunal de première instance de Rome et devant lui comparaissent les accusés de plusieurs petites infractions. Surtout connu dans son milieu pour la dureté et la rigidité qu’il met dans l’application du code pénal, il se laisse cependant peu à peu conquérir par la dimension humaine des cas qui lui sont soumis. C’est notamment en jugeant la dernière affaire où comparait l’accusée Luisa Ceccarelli, qu’il connait de longue date, qu’il décide de ne pas agir trop cruellement contre cette pauvre femme : il n’appliquera pas le code « à la lettre », mais il jugera suivant sa propre conscience. Arrivé à ces conclusions après 20 ans de services honorables accomplis avec ponctualité, il va se confesser à son maître : un buste en marbre de Cicéron. Cette « confession » représente en même temps la voix morale de la justice, celle que l’on appelle « mineure » et qui est appelée à faire face quotidiennement aux évènements humains les plus communs et les plus disparates.

## Fiche technique
- Titre original : Un giorno in pretura
- Titre français : Les Gaîtés de la correctionnelle
- Réalisation : Steno
- Scénario : Steno, Giancarlo Viganotti, Sandro Continenza, Lucio Fulci et Alberto Sordi
- Musique : Armando Trovajoli
- Pays d'origine :  Italie
- Format : Noir et blanc — 35 mm — 1,37:1 — Son : Mono
- Genre : Comédie
- Date de sortie : 1954

## Distribution
- Peppino De Filippo : Juge Salomone Lorusso
- Silvana Pampanini : Luisa
- Alberto Sordi : Nando Moriconi
- Sophia Loren : Anna
- Tania Weber : Elena
- Leopoldo Trieste : Leopoldo
- Turi Pandolfini : le greffier
- Walter Chiari : Don Michele
- Giulio Calì : Augusto Mencacci
- Armenia Balducci

## Autour du film
Le personnage de Nando Moriconi joué par Alberto Sordi connaîtra une suite dans Un americano a Roma du même réalisateur où il tient le premier rôle, et apparaîtra à nouveau lors d'un second rôle dans  Di che segno sei ? de Sergio Corbucci en 1975.